# Agyrtidae
Agyrtidae là một họ nhỏ bọ cánh cứng. Chúng được tìm thấy chủ yếu ở các vùng có khí hậu ôn hòa ở bắc Bán cầu và ở New Zealand. Chúng ăn các vật liệu hữu cơ đang phân hủy.

## Đặc điểm
Agyrtidae là các loài bọ có kích thước nhỏ đến trung bình (dài 4–14 mm). Chúng có hình dạng ôvan, nhưng phân họ Pterolomatinae thì rất giống với họ Bọ chân chạy.

## Phân loại
Hiện tại họ này có 60 loài và được chia thành 3 phân họ:
- Necrophilinae
  - Zeanecrophilus
  - Necrophilus
- Agyrtinae
  - Agyrtes
  - Ecanus
  - Ipelates
  - Lyrosoma
- Pterolomatinae
  - Apteroloma
  - Pteroloma

Cho đến nay, các loài trong họ này đã từng được xếp vào họ Silphidae (ở dạng tông Lyrosomatini và Agyrtini), nhưng hiện nay chúng được xem là có quan hệ gần gũi với họ Leiodidae.

## Hình ảnh

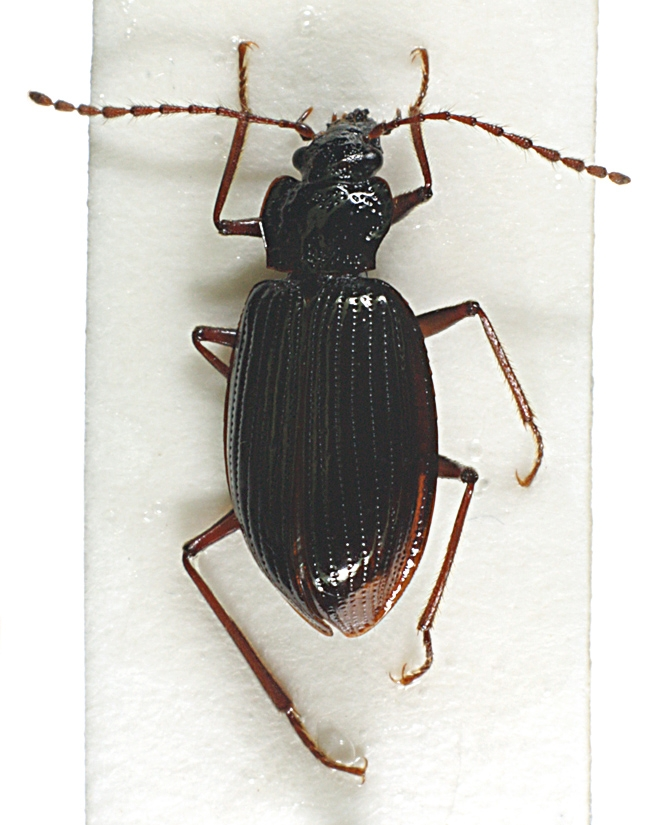
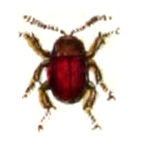
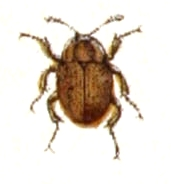